# Vallis Schröteri

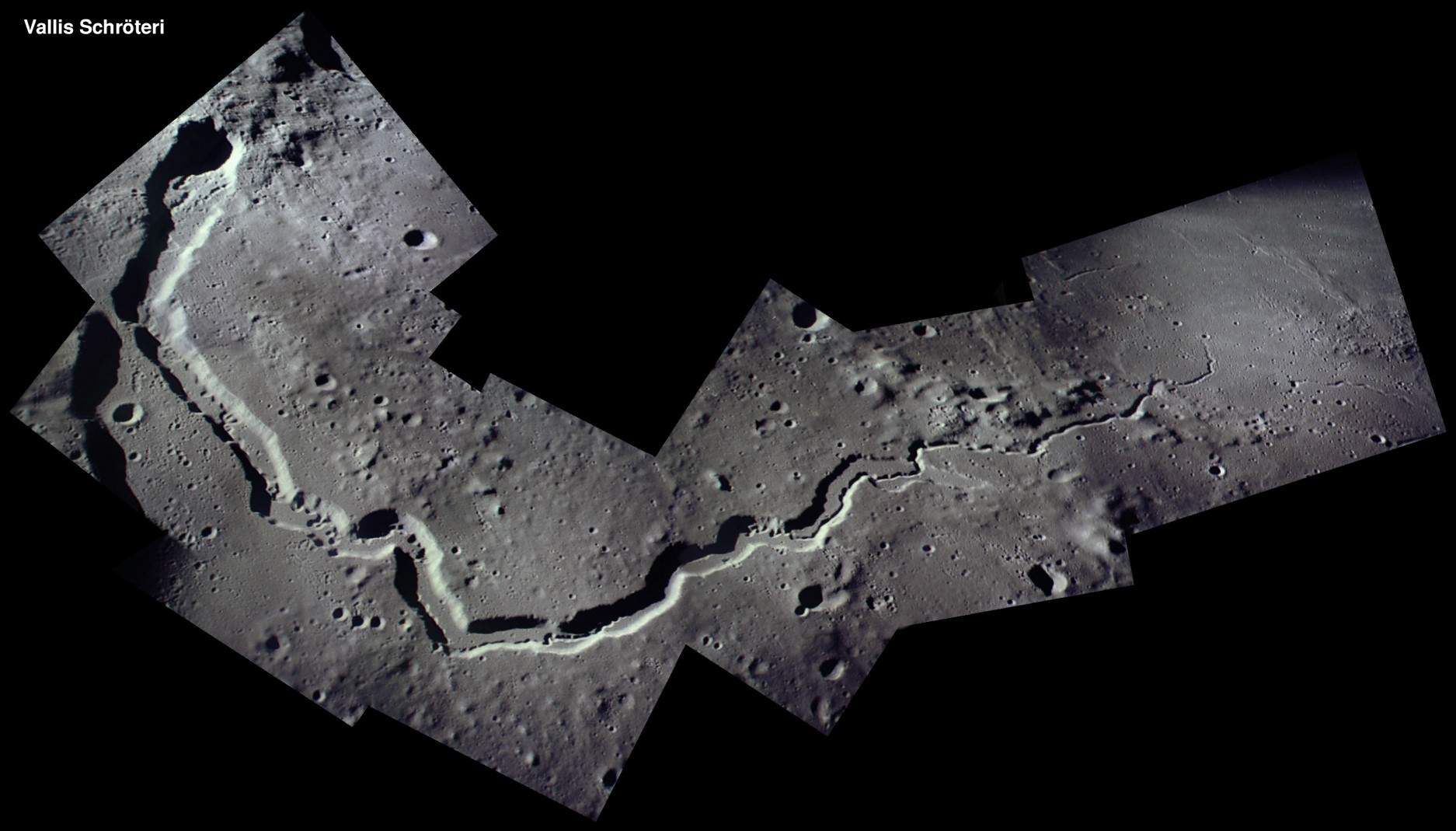
Vallis Schröteri. En la imatge pot observar-se la bifurcació de l'esquerda primària i l'esquerda interior.

El Vallis Schröteri (Vall d'Schröter) és la major esquerda sinuosa de la Lluna i la més fàcilment observable amb telescopi des de la Terra. El nom de la vall procedeix de l'astrònom alemany Johann Hieronymus Schröter.
Està situada en una elevació del terreny continental anomenada altiplà d'Aristarc, que està envoltada per l'Oceanus Procellarum al nord, sud i oest, i la Mare Imbrium a l'est.
La vall té una longitud de 155 km i una profunditat màxima d'uns 1000 m. Iniciant-se a 25 km al nord del cràter Heròdot, primer es dirigeix cap al nord, després en línia obliqua gira cap al nord-oest, per finalment dirigir-se cap al sud-oest. La seva amplària varia de 6 a 10 km.
La vall comença amb un petit i profund cràter de 6 km, conegut de manera informal com a Cap de Cobra (a causa de la seva semblança amb una serp), possiblement una xemeneia volcànica. La vall en si podria haver-se format o bé per un flux de lava que hagués rajat del cràter volcànic, o ser un antic túnel de lava, el sostre de la qual s'hauria enfonsat amb el temps, a semblança dels que s'hi poden observar a la Terra als costats dels volcans hawaians, però amb dimensions menors.
Una esquerda sinuosa més prima, d'uns 600 m d'amplària, recorre el fons de la vall, separant-se d'ella gairebé al final, per continuar en solitari altres 49 km, tenint una longitud total de 204 km. La presència d'aquesta esquerda interior suggereix almenys una emissió posterior de laves.
La Vallis Schröteri va ser seleccionada com el lloc de allunatge de l'Apol·lo 18, posteriorment cancel·lat juntament amb l'Apol·lo 19 i 20 (Vegeu Programa Apol·lo).